# كيث ماكورد
كيث ماكورد (بالإنجليزية: Keith McCord)‏ مواليد 22 يونيو 1957 في برمنغهام، هو لاعب كرة سلة أمريكي معتزل. تم اختياره من قبل فريق فيلادلفيا سفنتي سيكسرز خلال الدرافت. يبلغ طوله 6 قدم 7 بوصة (2.0 م). لعب كرة السلة الجامعية في جامعة ألاباما. لعب مع واشنطن ويزاردز في الدوري الأمريكي لكرة السلة للمحترفين.

## روابط خارجية
- كيث ماكورد على موقع إن بي أي (الإنجليزية)
- كيث ماكورد على موقع سبورتس رفرنس (الإنجليزية)
- كيث ماكورد على موقع كلية كرة السلة في سبورتس رفرنس.كوم (الإنجليزية)
- كيث ماكورد على موقع ريلجم (الإنجليزية)
- كيث ماكورد على موقع بروبوليرز (الإنجليزية)